# XCOM: Enemy Unknown
XCOM: Enemy Unknown là một trò chơi điện tử chiến thuật theo lượt được Firaxis Games phát triển và do 2K Games phát hành. Trò chơi là một phiên bản remake "tưởng tượng" của trò chơi chiến thuật cổ điển năm 1994 UFO: Enemy Unknown (tên khác: X-COM: UFO Defense) và là một sự trở lại của chuỗi trò chơi X-COM của hãng MicroProse.
XCOM: Enemy Unknown được phát hành ở Bắc Mỹ, Châu Âu, và Úc cho Microsoft Windows, PlayStation 3, và cho Xbox 360 vào tháng 10 năm 2012. Một phiên bản "Elite", chứa tất cả các nội dung có thể tải về trước đó đã được phát hành độc quyền cho Mac OS X bởi Feral Interactive vào tháng 4 năm 2013. Tháng 6 năm 2014, Feral phát hành cả hai XCOM: Enemy Unknown và bản mở rộng XCOM: Enemy Within cho Linux. Một phiên bản cho iOS được phát hành vào tháng 6 năm 2013 và một phiên bản Android được phát hành vào tháng 5 năm 2014. Một phần mở rộng có tiêu đề XCOM: Enemy Within, được phát hành vào tháng 11 năm 2013. Một gói chứa cả hai phần Enemy Unknown and Enemy Within được phát hành ở PlayStation Store cho PlayStation Vita vào tháng 3 năm 2016 dưới tiêu đề XCOM: Enemy Unknown Plus.
Lấy bối cảnh trong tương lai gần trong cuộc xâm lược trái đất của người ngoài hành tinh, trò chơi đặt người chơi vào cương vị quản lý của một tổ chức bán quân sự đa quốc gia ưu tú gọi là XCOM và được giao nhiệm vụ bảo vệ Trái Đất. Người chơi ra lệnh cho các binh sĩ trên chiến trường trong một loạt các nhiệm vụ chiến thuật theo lượt; giữa các nhiệm vụ này, người chơi phải chỉ đạo việc nghiên cứu và phát triển các công nghệ mới từ công nghệ người nước ngoài thu thập được và các tù nhân bị bắt, mở rộng cơ sở hoạt động và quản lý tài chính của XCOM, giám sát và đáp ứng các hoạt động của người ngoài hành tinh.
XCOM: Enemy Unknown được đánh giá cao, với một số nhà phê bình bình luận về độ khó của trò chơi, khả năng chơi lại, và tính gây nghiện của nó. Một số tạp chí, bao gồm GameSpy, GameTrailers và Bomb Giant, đã đặt tên cho nó là Trò chơi của năm. Phần tiếp theo của trò chơi, có tiêu đề XCOM 2, được phát hành vào ngày 5 tháng 2 năm 2016 cho Microsoft Windows, OS X, và Linux.